# トップ・ファイブ
『トップ・ファイブ』（原題:Top Five）は2014年に製作されたアメリカ合衆国のコメディ映画である。監督・脚本・主演をクリス・ロックが務めた。なお、日本では劇場公開されず、2015年5月27日にDVDスルーとなった。

## あらすじ
アンドレ・アレンとジャーナリストのチェルシー・ブラウンは移り行く時代について話しながらニューヨークの街を歩いていた。アンドレは「もしバラク・オバマがアメリカでいいことを起こせば人々はオバマを称賛する。もし悪いことがアメリカで起これば、人々はオバマを非難する。」と皮肉を言った。アンドレはスタンダップ・コメディの世界で成功を収めた男である。映画『Hammy The Bear』でクマの着ぐるみを着た警官を演じて、好評を博したこともある。そんな彼が、今まで自分が歩んできた道のりを振り返る。

## キャスト
- クリス・ロック - アンドレ・アレン
- ロザリオ・ドーソン - チェルシー・ブラウン、アンドレにインタビューするジャーナリスト[5]
- ガブリエル・ユニオン - エリカ・ヤング、アンドレの婚約者[6]
- ケヴィン・ハート - チャールズ、アンドレの代理人を務めるアイビーリーグ出身の男性。[5]
- シェリー・シェパード - ヴァネッサ、アンドレの元彼女[5]
- J・B・スムーヴ - シルク、アンドレの護衛兼助手を務め、アンドレから片時たりとも離れない。[5]
- ロマニー・マルコ - ベニー・バーンズ
- ヘイリー・マリー・ノーマン - タミー
- カーリー・レッド - ロンダ
- レイチェル・フェインステイン - 政治評論家
- ダン・ネイチャーマン - 若手コメディアン
- リック・シャピロ - バイク乗り
- レスリー・ジョーンズ - リサ
- ジェリー・サインフェルド - 本人[7]
- アダム・サンドラー - 本人[7]
- トレイシー・モーガン -フレッド[7]
- アンダーズ・ホーム - ブラッド[7]
- セドリック・ジ・エンターテイナー - ジャジー・ディー[7]
- グレッグ・ヒューズ - 本人
- アンソニー・クミア - 本人
- マイケル・チェ - ポール
- ベン・ヴェリーン カール・アレン、アンドレの父親
- ウーピー・ゴールドバーグ - 本人
- ブライアン・リーガン - エンジニア
- ジェイ・ファロー - マイク
- ハッサン・ジョンソン - クレイグ
- ティチーナ・アーノルド - 劇場の支配人
- ルイス・ガスマン - 本人
- ジェリー・ハルストン - 携帯電話に出た女性
- ミリアム・コロン - チェルシーの祖母
- オルガ・メレディス - チェルシーの母親
- タラジ・P・ヘンソン- 本人
- ガボレイ・シディベ - 本人
- DMX - 本人
- チャーリー・ローズ（英語版） - 本人
- ブルース・ブルース - 本人

## 製作
主要撮影は2013年6月24日にニューヨークで始まった。
2014年7月、本作のタイトルがFinally FamousからTop Fiveに変更された。

## 公開
本作は2014年9月に開催された第39回トロント国際映画祭でプレミアを迎えた。2014年9月10日、パラマウント・ピクチャーズは本作の全世界配給権を1250万ドルで購入したと発表した。また、2000万ドル以上をかけて本作のプロモーション及びマーケティングを行うとも発表した。2014年11月、パラマウントは本作の北米公開日を同年12月12日に決定したと発表した。

## ホームメディア
北米において、本作のDVDとブルーレイDVDは2015年3月17日に発売された。

## 続編
雑誌『Complex』のインタビューで、クリス・ロックは「次回作に向けてスコット・ルーディンと毎週顔を合わせている。ルーディンはもっと速いペースで映画に出てくれと言う。ただ、『トップ・ファイブ』のキャストの多くが続編に関心を持っている。レスリー・ジョーンズかトレイシー・モーガンの出番が少し多くなるかもしれない。」と述べている。

## 評価
本作は批評家から高く評価されている。映画批評集積サイトのRotten Tomatoesには138件のレビューがあり、平均点は10点満点で7.4点となっている。サイト側による批評家の意見の要約は「クリス・ロックの最高のスタンダップ・コメディのように、スマートで、愉快で、切れ味のいい作品だ。『トップ・ファイブ』はクリス・ロックのクリエイターとしてのキャリアのハイライトとなる作品で、2014年を代表するコメディ映画だ。」となっている。また、Metacriticには35件のレビューがあり、加重平均値は81/100となっている。